# آبشار پرنسس
آبشار پرنسس (به انگلیسی: Princess Falls) آبشاری است که در همیلتون (انتاریو)، کانادا واقع شده و ارتفاع کلی ریزشگاه آن ۷ متر (۲۳ فوت) است.